# Франки, Эмиль
Эмиль Франки (фр. Émile Francqui, 1863−1935) — бельгийский государственный деятель, дипломат и бизнесмен.

## Биография
Родился в Брюсселе. Осиротев в возрасте 15 лет, Эмиль был направлен в военную школу. В возрасте 21 года, его, наряду с другими молодыми офицерами по распоряжению короля Леопольда II направили на службу в Свободное государство Конго.
В 1896 Франки был назначен бельгийским консулом в Китае, где прослужил до 1902. В 1901 во время переговоров о концессии железной дороги Ханькоу-Кантон он познакомился с Г. Гувером, будущим президентом США. Несмотря на то, что на переговорах они с Гувером были конкурентами, у них сложились хорошие личные отношения, что впоследствии сослужило службу Франки.
Вернувшись в Бельгию в 1902,Франки начал карьеру в бизнесе, заняв должности управляющего директора «Банк д’Утремер» и управляющим директором ЮМНК (фр. Union Minière du Haut Katanga). Через десять лет он стал директором бельгийского отделения Société Générale, а в 1932 возглавил правление Société Générale. Во время первой мировой войны возглавлял бельгийский Национальный Комитет Помощи и Питания, пользуясь при этом поддержкой Г.Гувера. После войны остающиеся ресурсы комитета были использованы для восстановления Бельгии. Франки хотел использовать вложение капитала в университеты как инструмент для восстановления страны, для чего в 1920 создал Университетский Фонд. Кроме того, был создан Бельгийско-Американский Образовательный Фонд для обмена студентами между Бельгией и Соединенными Штатами. Франки также участвовал в создании Национального Фонда научных исследований Бельгии.
В апреле 1924 Франки со стороны Бельгии участвовал в разработке плана Дауэса для решения вопроса о взыскании репараций с Германии после первой мировой войны.
Впоследствии король Бельгии Леопольд III обратился к Франки с просьбой принять меры по улучшению здоровья населения Бельгийского Конго, в результате чего в 1931 был создан Институт Тропической Медицины (англ. Institute of Tropical Medicine Antwerp), первым президентом которого стал Франки.
В 1932 Эмиль Франки и Г. Гувер создали Фонд Франки для поддержки фундаментальных научных исследований в Бельгии.